# Petra Steinorth
Petra Steinorth (* 1983 in Winsen (Luhe)) ist eine deutsche Wirtschaftswissenschaftlerin. Sie ist seit Februar 2018 Professorin für Risikomanagement und Versicherung an der Universität Hamburg.

## Leben und Laufbahn
Petra Steinorth hat ein Diplom in Wirtschaftsmathematik der Universität Hamburg, einen Master of Business Research und einen Doktortitel oec. publ. der Ludwig-Maximilians-Universität München. Sie war bis August 2011 wissenschaftliche Mitarbeiterin am Institut für Risikomanagement und Versicherungen an der LMU und im Anschluss Assistant Professor an der School of Risk Management der St. John’s University in New York und ab 2016 Associate Professor. Seit Februar 2018 ist sie Professorin (W3) für Risikomanagement und Versicherung an der Universität Hamburg.
Ihre Forschungsschwerpunkte sind Risikomanagement und Versicherung, insbesondere Lebens- und Krankenversicherung, und Risikopräferenzen.
Steinorth ist Mitglied der American Risk and Insurance Association, der Risk Theory Society Hamburg, des Center for Health Economics (HCHE) sowie des Munich Risk and Insurance Center (MRIC). Darüber hinaus ist sie Mitherausgeberin der Fachmagazine Risk Management and Insurance Review und Journal of Insurance Issues.

## Auszeichnungen
Für ihre Dissertation wurde Steinorth im Jahr 2012 mit dem Ernst Meyer Preis der Geneva Association ausgezeichnet.

## Veröffentlichungen
- Essays on the economics of selected multi-period insurance decisions with private information. Karlsruhe 2011, ISBN 978-3-89952-603-5 (Dissertation)
- mit Renate Lange und Jörg Schiller: Demand and selection effects in supplemental health insurance in Germany. Berlin 2015.
- mit Christian Kubitza und Annette Hofmann: Financial literacy and precautionary insurance. Frankfurt am Main 2019.